# Rotenbach (Jagst)
Der Rotenbach ist ein fast 8 km langer Bach in den Ellwanger Bergen im Nordosten Baden-Württembergs, der nach südöstlichem Lauf in Ellwangen-Rotenbach von links in die Jagst mündet.

## Geographie